# Leptotyphlops alfredschmidti
Leptotyphlops alfredschmidti är en kräldjursart som beskrevs av  Lehr, Wallach KÖHLER och AGUILAR 2002. Leptotyphlops alfredschmidti ingår i släktet Leptotyphlops och familjen Leptotyphlopidae. Inga underarter finns listade i Catalogue of Life.